# Cantó de La Tor d'Auvernha
El cantó de La Tor d'Auvernha és un cantó francès del departament del Puèi Domat, situat al districte de Suire. Té 8 municipis i el cap és La Tor d'Auvernha.

## Municipis
- Bagnols
- Chastreix
- Cros
- Picherande
- Saint-Donat
- Saint-Genès-Champespe
- La Tor d'Auvernha
- Trémouille-Saint-Loup

## Història
| Data d'elecció                           | Identitat       | Partit                     | Qualitat |
| ---------------------------------------- | --------------- | -------------------------- | -------- |
| 1945-1967                                | Paul Godonnèche | CD                         |          |
| 1967-1979                                | M. Andrieux     | RI, després Divers droite  |          |
| 1979-1985                                | Louis-Paul Gayt | PS                         |          |
| 1985-1992                                | Paul Veyssière  | RPR                        |          |
| 1992-1998                                | Henri Boyer     | UDF                        |          |
| 1998-                                    | François Marion | Divers droite, després UMP |          |
| les dades anteriors no són pas conegudes |                 |                            |          |
|                                          |                 |                            |          |

## Demografia
| 1962  | 1968  | 1975  | 1982  | 1990  | 1999  | 2007  |
| ----- | ----- | ----- | ----- | ----- | ----- | ----- |
| 4.519 | 4.950 | 4.252 | 3.918 | 3.348 | 2.820 | 2.594 |